# Miou-Miou
Miou-Miou, de nom real Sylvette Herry (París, 22 de febrer de 1950) és una actriu francesa.

## Biografia i carrera
Sylvette Herry va començar cafè-teatre parisenc Cafè de la Gare i el seu nom artístic li va ser posat per Coluche, que llavors utilitzava el malnom de "Miau".
Participa en diverses comèdies i destaca sobretot en el paper de la filla de Louis de Funès a la pel·lícula Les aventures de Rabbi Jacob (1973)', que té un gran èxit. També fa un petit paper a Les Granges Brûlées, de Jean Chapot, al costat d'Alain Delon i Simone Signoret. Però va ser amb la pel·lícula Les Valseuses, de Bertrand Blier, estrenada a França el 1974, quan es va convertir en una estrella, com van fer els seus companys Patrick Dewaere i Gérard Depardieu. La pel·lícula provoca controvèrsies, però té un gran èxit.
Després de Les Valseuses, Miou-Miou alterna el cinema popular i el cinema d'autor. El costat popular es pot veure en diverses comèdies de Georges Lautner (Pas de problème!, On aura tout vu) i el bon humor occidental Un génie, deux associés, une cloche, produïts per Sergio Leone. També treballa amb Jacques Doillon, Bertrand Blier, Maurice Dugowson, Marco Bellocchio, Alain Tanner…
El 1977 va filmar amb Depardieu Dites-lui que je l'aime, de Claude Miller. Dos anys després, interpreta una prostituta que vol alliberar-se del seu proxeneta a La Dérobade, un paper pel qual obté el Cèsar com a millor actriu. A l'any següent, és una de les primeres actrius a La Femme flic, d'Yves Boisset.
El 1983, amb Isabelle Huppert, va interpretar un dels papers principals a la pel·lícula Coup de foudre, una obra autobiogràfica produïda per Diane Kurys. El 1986, va tornar a treballar amb Bertrand Blier per a Tenue de soirée, una pel·lícula que va reviure l'esperit de Les Valseuses. Dos anys després va interpretar el paper principal en la comèdia La Lectrice, de Michel Deville.
Actriu principal del cinema francès, Miou-Miou segueix la seva carrera, entre primers i segons papers, fidel a la línia dels seus inicis, alternant comèdies i drames. De fet, aconsegueix mantenir-se dins d'un cinema de qualitat, amb rols que van evolucionant segons la seva edat, i es troba tan a gust amb Louis Malle o Claude Berri com amb Claude Zidi o fins i tot Yves Robert.
A principis del 2004, va aparèixer a la televisió a la minisèrie Disappeared in Ambre, de Denys Granier-Deferre.
Tot i que ha estat nominada deu vegades al César com a millor actriu, Miou-Miou mai ha participat a la cerimònia dels César, ni ha buscat cap honor, declarant: «els honors, no m'importen» (entrevistada per Jean-Luc Hees a Radio Classique, el 3 de març de 2009).

## Vida personal
Miou-Miou es va casar amb l'actor Patrick Dewaere i va tenir una filla, Angela. L'estiu de 1975, Miou-Miou fou escollida per al film D'amour et d'eau fraîche, i va intentar, sense èxit, imposar Patrick Dewaere per al paper principal. Però el director, Jean-Pierre Blanc, s'hi negà i demanà el cantant Julien Clerc com a cap de cartell. L relació que establiren portà Miou-Miou a trencar amb Dewaere. El rodatge de la següent pel·lícula, F de Fairbanks, va ser estressant i frenètic, ja que havien de compartir l'escenari amb Dewaere, a qui acabava de deixar. La cançó de Julien Clerc Ma Préférence (1978) al·ludeix a Miou-Miou tot i que en aquell moment el cantant no ho va revelar.
El 1978, Miou-Miou tingué una segona filla amb el cantant: Jeanne Herry. El 1992, deu anys després del suïcidi del seu pare, Patrick Dewaere, la seva filla Angela és adoptada oficialment per Julien Clerc. Des de 1998, Miou-Miou viu amb el novel·lista Jean Teulé.

## Filmografia

### Cinema
- 1971: La Vie sentimentale de Georges le tueur de Daniel Berger (curtmetratge)
- 1971: La Cavale de Michel Mitrani: Petit Ecureuil
- 1973: Quelques messieurs trop tranquilles de Georges Lautner: Anita
- 1973: Elle court, elle court la banlieue de Gérard Pirès: L'assistent
- 1973: L'An 01 de Jacques Doillon, Alain Resnais i Jean Rouch: La dona que es lleva a les 6h.
- 1973: Themroc de Claude Faraldo: La jove veïna
- 1973: Les Granges brûlées de Jean Chapot: Monique
- 1973: Les Aventures de Rabbi Jacob de Gérard Oury: Antoinette Pivert
- 1974: Les Valseuses de Bertrand Blier: Marie-Ange
- 1974: Tendre Dracula de Pierre Grunstein: Marie
- 1975: Lily aime-moi de Maurice Dugowson: La noia del cafè
- 1975: Pas de problème! de Georges Lautner: Anita Boucher
- 1975: Un génie, deux associés, une cloche (Un Genio, due compari, un pollo) de Damiano Damiani: Lucy
- 1976: Al piacere di rivederla de Marco Leto: Patrizia
- 1976: La Marche triomphale (Marcia trionfale) de Marco Bellocchio: Rosanna
- 1976: D'amour et d'eau fraîche de Jean-Pierre Blanc: Rita Gonzalez
- 1976: F de Fairbanks (F... comme Fairbanks) de Maurice Dugowson: Marie
- 1976: On aura tout vu de Georges Lautner: Christine
- 1976: Jonas qui aura 25 ans en l'an 2000 d'Alain Tanner: Marie
- 1977: Dites-lui que je l'aime de Claude Miller: Juliette
- 1978: Les Routes du sud de Joseph Losey: Julia
- 1979: Le Grand Embouteillage (L'Ingorgo - Una storia impossibile) de Luigi Comencini: Angela
- 1979: Au revoir à lundi de Maurice Dugowson: Nicole
- 1979: La Dérobade de Daniel Duval: Marie
- 1980: La Femme flic d'Yves Boisset: inspector Corinne Levasseur
- 1981: Est-ce bien raisonnable ? de Georges Lautner: Julie Boucher
- 1981: La Gueule du loup de Michel Leviant: Marie
- 1982: Josepha de Christopher Frank: Josépha Manet
- 1982: Guy de Maupassant de Michel Drach: Gisèle d'Estoc
- 1983: Coup de foudre de Diane Kurys: Madeleine
- 1983: Attention! Une femme peut en cacher une autre de Georges Lautner: Alice
- 1984: Blanche et Marie de Jacques Renard: Blanche
- 1984: Canicule de Yves Boisset: Jessica
- 1984: Le Vol du Sphinx de Laurent Ferrier: Laura
- 1986: Tenue de soirée de Bertrand Blier: Monique
- 1988: Un vrai bonheur de Jean-Marie Cornille (curt)
- 1988: Les Portes tournantes de Francis Mankiewicz: Lauda
- 1988: La Lectrice de Michel Deville: Constance/Marie
- 1990: Milou en mai de Louis Malle: Camille
- 1991: Netchaïev est de retour de Jacques Deray: Brigitte
- 1991: La Totale ! de Claude Zidi: Hélène Voisin
- 1992: Le Bal des casse-pieds d'Yves Robert: Louise Sherry
- 1992: Patrick Dewaere, documentaire de Marc Esposito
- 1993: Tango de Patrice Leconte: Marie
- 1993: Germinal de Claude Berri: Maheude
- 1994: Montparnasse-Pondichéry d'Yves Robert: Julie
- 1994: Un indien dans la ville d'Hervé Palud: Patricia
- 1996: Ma femme me quitte de Didier Kaminka: Joanna Martin
- 1996: El vuitè dia (Le Huitième Jour) de Jaco Van Dormael: Julie
- 1997: Nettoyage à sec d'Anne Fontaine: Nicole Kunstler
- 1997: Elles de Luís Galvão Teles: Eva
- 1998: Hors jeu de Karim Dridi: Miou-Miou
- 2000: Pour une fois de Jérôme Bonnell (curt)
- 2000: Tout va bien, on s'en va de Claude Mouriéras: Laure
- 2004: Folle Embellie de Dominique Cabrera: Alida
- 2004: Mariages! de Valérie Guignabodet: Gabrielle
- 2004: L'Après-midi de Monsieur Andesmas de Michelle Porte: La dona de Michel Arc
- 2005: L'Un reste, l'autre part de Claude Berri: Anne-Marie
- 2005: Riviera d'Anne Villacèque: Antoinette
- 2005: Les Murs porteurs de Cyril Gelblat: Judith Rosenfeld
- 2006: Avril de Gérald Hustache-Mathieu: Sor Bernadette
- 2006: La Science des rêves de Michel Gondry: Christine Miroux
- 2006: Le Héros de la famille de Thierry Klifa: Simone Garcia
- 2008: Le Grand Alibi de Pascal Bonitzer: Éliane Pages, la dona d'Henri
- 2008: Affaire de famille de Claus Drexel: Laure Guignebont
- 2008: Mia et le Migou de Jacques-Rémy Girerd: veus
- 2009: Pour un fils de Alix de Maistre: Catherine
- 2009: Le Concert de Radu Mihaileanu: Guylène de la Rivière
- 2009: Une petite zone de turbulences d'Alfred Lot: Anne

### Televisió
- 1985: Une vie comme je veux de Jean-Jacques Goron
- 1988: L'Argent de Jacques Rouffio
- 1994: Une femme dans la tourmente de Serge Moati
- 1995: Court toujours: Joséphine et les gitans de Vincent Ravalec
- 1995: Une page d'amour de Serge Moati
- 2001: Agathe et le grand magasin de Bertrand Arthuys
- 2003: Ambre a disparu de Denys Granier-Deferre
- 2009: Petites vacances à Knokke-le-Zoute de Yves Matthey

## Teatre
- 1989: Andròmacade Jean Racine, dirigida per Roger Planchon
- 2002: Les aventures de la germana Solange, de Bruno Boeglin, dirigida per l'autor, Theatre des Abbesses

## Premis i nominacions

### Premis
- 1980: César a la millor actriu per La dérobade
- 1998: Premi Lumières a la millor actriu per Nettoyage à sec

### Nominacions
- 1977: César a la millor actriu per F comme Fairbanks
- 1978: César a la millor actriu per Dites-lui que je l'aime
- 1983: César a la millor actriu per Josepha
- 1984: César a la millor actriu per Coup de foudre
- 1987: César a la millor actriu per Tenue de soirée
- 1989: César a la millor actriu per La lectrice
- 1991: César a la millor actriu per Milou en mai
- 1994: César a la millor actriu per Germinal
- 1998: César a la millor actriu per Nettoyage à sec